# Xinghaiornis
Xinghaiornis es un género extinto de ave basal ornitotoracina sin dientes que vivió durante el Cretácico Inferior en la Formación Yixian (etapa del Aptiense) en el occidente de la provincia de Liaoning, al noreste de China. Xinghaiornis fue nombrado originalmente por Xuri Wang, Luis M. Chiappe, Fangfang Teng y Qiang Ji en 2013 y la especie tipo es Xinghaiornis lini.